# Barbara Smoker

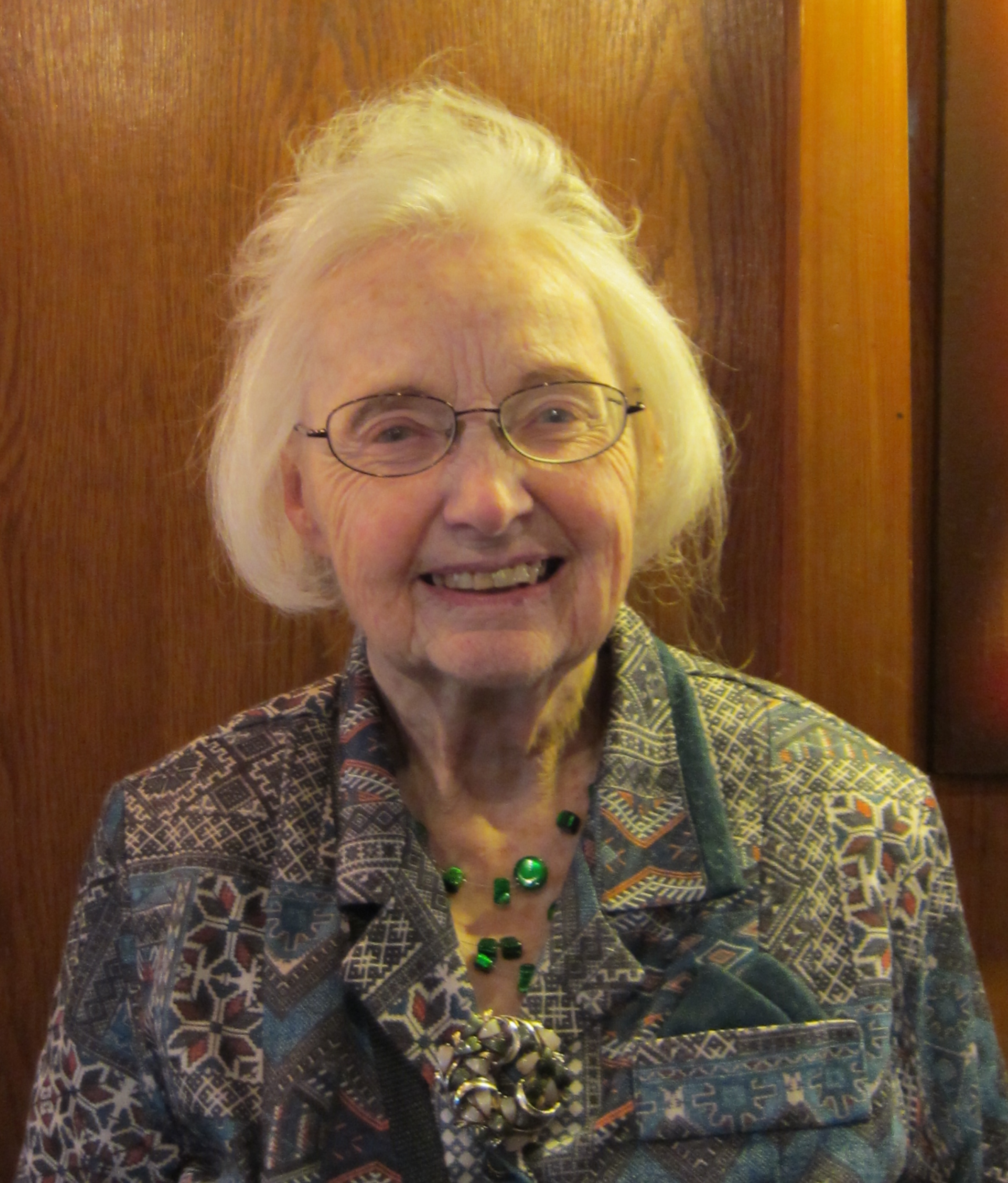
Barbara Smoker

Barbara Smoker (* 2. Juni 1923 in London; † 7. April 2020 ebenda) war eine britische humanistische und freidenkerische Bürgerrechtlerin. Sie galt als bekannte Stimme für die Belange von Atheisten.

## Leben
Smoker wuchs in einer katholischen Familie auf. Die Erkenntnisse des Zweiten Weltkriegs, an dem sie in der Royal Navy teilnahm, ließen aus ihr jedoch bald eine Vertreterin des Atheismus werden. In den Jahren 1971 bis 1996 war Smoker Präsidentin der National Secular Society. Sie befürwortete Sterbehilfe und war von 1981 bis 1985 Vorsitzende der Voluntary Euthanasia Society. Sie war Ehrenvizepräsidentin der Gay and Lesbian Humanist Association im Vereinigten Königreich. Sie setzte sich für nichtreligiöse Beerdigungen und Hochzeiten sowie die Abrüstung ein. Sie wurde durch die Internationale Humanistische und Ethische Union ausgezeichnet.

## Werk (Auswahl)
- Barbara Smoker: Humanism. South Place Ethical Society. 2005, ISBN 0-902368-23-0.
- H.J. Blackham: Blackham's Best: Excerpts from H.J. Blackham. Barbara Smoker, 2003, ISBN 978-0951263518.
- Barbara Smoker: Freethoughts. Foote (G.W.) & Co Ltd, London 2002, ISBN 0-9508243-5-6.